# Hêmon
Na mitologia grega, Hêmon era filho de Creonte e Eurídice.

## Versão Mitologica
Apaixonado por Antígona da casa dos labdácidas, pôs termo á vida ao encontrá-la morta. Euridice suicida-se também ao tomar conhecimento do destino do filho.
Hémon tentara em vão dissuadir o pai de castigar a noiva por prestar honras fúnebres ao corpo insepulto do irmão Polinices,mesmo assim o rei o incumbiu da execução de Antígona.Fingindo estar de acordo, Hémon casou-se em segredo com Antígona e a levou para viver com os pastores. Quando Creonte descobriu, condenou o filho à morte.

## Versão segundo Higino
A referência para este texto é Higino, Fabulae, LXXII, Antigona 
Creonte decretou que Polinice não poderia ser enterrado, porque ele liderou um ataque contra a sua própria cidade (Tebas). Porém Antígona e Argia, respectivamente sua irmã e esposa, secretamente colocaram o corpo de Polinices na pira onde seria queimado o corpo de Etéocles. Elas foram vistas pelos guardas, mas Argia consegue escapar.
Creonte encarregou seu filho Hémon, noivo de Antígona, de executá-la, mas ele, secretamente, a entregou aos pastores. Anos mais tarde, quando o filho dos dois retornou a Tebas para participar de jogos, Creonte reconheceu no corpo do neto a marca dos descendentes do Dragão de Ares.
Héracles implorou a Creonte para perdoar o filho, sem sucesso. Hémon se matou, e matou Antígona. Creonte então casou sua filha Mégara com Héracles, e desta união nasceram Therimachus e Ophites.